# Thomas Aufort
Pour les articles homonymes, voir Aufort.
Thomas Aufort est un acteur et réalisateur français né en 1974 à Montluçon.

## Biographie
Thomas Aufort débute à 15 ans en tant que comédien. Remarqué par Jean-Paul Wenzel, il joue dans Les Yeux d'encre puis à France Culture et sur grand écran dans Jeux d'hiver, où il partage l'affiche avec Ann-Gisel Glass et Fanny Ardant. Après avoir obtenu deux masters en Cinéma son film de fin d'étude est diffusé en 2002 au Cinéma des Cinéastes dans le cadre des Écrans Documentaires.
Depuis 2006, il est chargé de cours en cinéma à l'Université de Caen et écrit parallèlement sur la musique de film dans les revues de cinéma Positif, Éclipses, L'Ecran musical, tout en travaillant dans un vidéoclub.
En 2024 thomas Aufort interprète un rôle dans le film un p'tit truc en plus le film d'Artus générant plus de 10 millions de spectateurs partout en France.     
Remarqué par Les Inrocks en 2010, son clip Love Affair, bat des records de vue sur le site des Inrocks.com, dépassant le dernier clip des Daft Punk. Avec Christine and the Queens, il signe le clip de Narcissus is Back tourné dans un théâtre à l'italienne et qui figure sur son premier album Chaleur Humaine, dépassant les 3 millions de vues. Il collabore en tant que réalisateur avec, entre autres, Poni Hoax, Kim Novak, Soap&Skin, Syd Matters, Peter Von Poehl, Clara Luciani, Dawn Landes, Concrete Knives. 
Il réalise en 2015 sa première fiction The Mouth, un mumblecore tourné à New-York avec Diane Rouxel et Melvin Mogoli, dont la première a lieu dans le mythique cinéma de Manhattan : Anthology Film Archives, de Jonas Mekas et qui lui vaut le Prix du Public en Espagne (Festival International du Moyen Métrage La Cabina, à Valence) puis une séance spéciale au Festival International du Cinéma de Brive. Son second film, le court métrage Holographia en 2018, met en scène l'actrice californienne Evie Lovelle, produit également par la Compagnie Eric Rohmer, dirigée par Laurent Scherer, fils du cinéaste Rohmer. 
En 2018, il collabore avec Anna Karina pour un film-poème holographique : Green, d'après Verlaine. 
En 2019, l'artiste Karine Saporta invite le réalisateur à présenter l'intégralité de son travail, écrits et films, dans son théâtre Le Dansoir et diffuse en 2021 sur sa chaine LDWTV La Puissance de la littérature, création radiophonique qu'il écrit et réalise pour les acteurs Yann Collette, Kate Moran, Joana Preiss, Fabienne Babe, François Négret, Sophie Verbeeck, Marie Modiano, Andréa Brusque, Fabrice Adde, Gilles Masson et Gonzague Van Bervesselès.
Doctorant puis enseignant en Cinéma à l'Université de Caen, il est également l'auteur d'un long entretien avec le compositeur Howard Shore pour L’Écran Musical, d'un texte sur la fascination de Koltès pour Bruce Lee publié chez Peter Lang et a également collaboré au Dictionnaire Critique de l'acteur paru en 2012. 
En 2022, il participe au doublage français de la série coréenne A Model Family, comme par exemple un vendeur d'une station service ou bien la voix lectrice d'un ordinateur.  
En septembre 2022, il est chargé de l'enseignement d'un cours de Culture Artistique et Audiovisuelle à l'E2SE Business School à Caen, pour une durée de 2 ans minimum en parallèle de sa profession. 
Il joue les rôles de différentes voix secondaires dans la version de doublage français de la série The A Word, sortie en 2016 au Royaume-Uni et disponible depuis le 4 janvier 2023 sur Disney+. 

## Filmographie

### Réalisateur

#### Courts et moyens métrages
- 2001 : I’m sitting in a Car
- 2015 : The Mouth
- 2018 : Holographia
- 2019 : Inertia
- 2019 : L’œil Histrion

#### Documentaires
- 2002 : Kdl's Wor(l)ds

#### Clips vidéo
- 2008 : Janitor of Lunacy - Soap&Skin
- 2008 : My Heart is Empty - Soap&Skin
- 2008 : Anytime Now - Syd Matters
- 2008 : My Girl - Syd Matters
- 2009 : Paperbride - Poni Hoax
- 2010 : Parentslauerberg - Ava Carrère
- 2010 : Love Affair - Kim Novak
- 2011 : The Human Juke Box - Kim Novak
- 2012 : Narcissus is Back - Christine and the Queens
- 2012 : Fancy Footwork – Asia Milo Crew
- 2013 : I've Got Eyes – Clara Luciani & Maxime Sokolinski, duo Hologram
- 2013 : Brand New Start – Concrete Knives
- 2013 : Twelve Twenty One - Peter Von Poehl
- 2013 : One More Time - Melanie Destroy
- 2014 : Home - Dawn Landes
- 2014 : La Tour Eiffel - Sony Chan & Richard Lornac
- 2019 : Inertia - Peter Von Poehl

#### Création radiophonique
- 2021 : La Puissance de la littérature ou l'itinéraire d'un lecteur exalté, en 11 chapitres

### Acteur
- 1990 : Les Yeux d'Encre
- 1991 : Jeux d'hiver d'Alain Lebreton
- 1992 : Ainsi, vous voulez écouter une pièce radiophonique de Marguerite Gateau

## Publications

### Articles
- 2001 : L'immobilité, c'est l'anti-cinéma, Éclipses no 35, Spécial Scorsese, p. 142-147
- 2007 : L'Univers musical de Preminger, Positif no 554, p. 89-93
- 2007 : La Raison d'être du plan, Éclipses no 41, Spécial Gus Van Sant, p. 150-152

### Entretiens
- 2001 : Entretien avec Howard Shore, Colonne Sonore n°3, p. 110-127

### Contributions
- 2010 : La Fascination de Koltès pour Bruce Lee : Éloge d'une icône cinématographique, humiliée, fragile et sexy dans Koltès maintenant et autres métamorphoses, Editions Peter Lang, p. 76-86
- 2012 : participation au Dictionnaire Critique de l'acteur : théâtre et cinéma de Vincent Amiel, Editions PUR

## Distinctions
- 2016 : Prix du public pour The Mouth au festival La Cabina (Espagne)